# Eriocaulon elichrysoides
Eriocaulon elichrysoides är en gräsväxtart som beskrevs av August Gustav Heinrich von Bongard. Eriocaulon elichrysoides ingår i släktet Eriocaulon och familjen Eriocaulaceae. Inga underarter finns listade i Catalogue of Life.